# Macrothemis ultima
Macrothemis ultima is een libellensoort uit de familie van de korenbouten (Libellulidae), onderorde echte libellen (Anisoptera).
De wetenschappelijke naam Macrothemis ultima is voor het eerst geldig gepubliceerd in 1992 door González.